# Tupí
Tupí, stara indijanska populacija sa sjeverne brazilske obale i donje Amazone. Jezično najsrodniji su Guaranima s kojima čine porodicu Tupi-Guarani, i na kraju veliku porodicu Tupian, koja nosi ime po njima. Prema mitu Tupi i Guarani nekada su bili jedan narod, sve dok se jednog dana braća Tupi i Guarani nisu razišli. Guarani su se odcijepili i migrirali na jug, gdje im još potomci žive u južnom Brazilu i Paragvaju. Ratoborna Tupi plemena, neka su bili i lovci na glave i ljudožderi, nadvladali su i potisnuli plemena što su nastanjivala atlantsku obalu Brazila. Neki su pak, sudeći po jeziku, krenuli uz Amazonu prema zapadu, gdje im nalazimo najzapoadnije predstavnike, plemena Tupinambarana i Omagua u bazenu Amazone, i nešto južnije druge skupine koje nose tupi ime, to su Tupi-Kawahib iz Rondônije i njima srodni Mundurukú.
Kultura Tupi plemena pripada dijelom područjima kišne šume s posijeci-i-spali zemljoradnjom, a uzgajivači su manioke, slatkoga krumpira, graha, kukuruza i drugog. Plemena uz obale rijeka služe se dubljenim kanuom iz kojega hvataju ribe i riječne sisare pomoću luka i strijela i harpunima, a bave se i sakupljanjem kornjačinih jaja i lovom na kornjače. Tupi-društvo je učestalo patrilinearno s organizacijom po klanovima. U području donje Amazone i uz obalu sela su im zaštićena palisadama i sastoje se, za razliku od drugih krajeva, od više kuća. Obalna plemena poznata su i zbog svog lova na glave i ljudožderskih obreda i mućenja zarobljenika.
Jezik tupija srodan je s jezicima Indijanaca Cocama (Peru), Cocamilla (Peru), Omagua (Peru), Potiguára (Brazil), Tupinambá (Brazil) i Tupinikin  (Brazil), Temiminó, Tabajara, Caeté, Amoipira, Tupiná i Aricobé i možda Viatan (?). Nekada se govorio u obalnom području države São Paulo. Iz njega se razvio tupí austral, ali i on je nesatao, a govorio se kao Lingua Geral u São Paulu. Tupi i drugi narodi na području donjeg Vaupés, Içana i Rio Negra govore jezikom nhengatu (yeral, geral, língua geral, nyengatú, nheengatu, nyengato, ñeegatú, waengatu, coastal tupian, moderni tupí), a raširen je i u Kolumbiji i Venezueli, i ima oko 8.000 govornika.